# Pronous
Pronous is een geslacht van spinnen uit de  familie van de wielwebspinnen (Araneidae).

## Soorten
- Pronous affinis Simon, 1901
- Pronous beatus (O. P.-Cambridge, 1893)
- Pronous colon Levi, 1995
- Pronous felipe Levi, 1995
- Pronous golfito Levi, 1995
- Pronous intus Levi, 1995
- Pronous lancetilla Levi, 1995
- Pronous nigripes Caporiacco, 1947
- Pronous pance Levi, 1995
- Pronous peje Levi, 1995
- Pronous quintana Levi, 1995
- Pronous shanus Levi, 1995
- Pronous tetralobus Simon, 1895
- Pronous tuberculifer Keyserling, 1881
- Pronous valle Levi, 1995
- Pronous wixoides (Chamberlin & Ivie, 1936)